# Нежность к ревущему зверю
«Нежность к ревущему зверю» — роман Александра Бахвалова, посвящённый работе лётчиков-испытателей.

## Сюжет
Главным героем романа является испытатель Алексей Лютров.
Бо́льшая часть произведения посвящена испытаниям самолёта С-14 (вероятный прототип — Ту-22) конструкции вымышленного ОКБ Соколова. Один из первых тяжёлых сверхзвуковых самолётов, что само по себе делает испытания сложными и опасными.
После испытания опытного образца — «семёрки» — «на строгие режимы» в испытательном полёте происходит катастрофа, которая ставит под сомнение не только целесообразность продолжения работы над С-14, но и вообще саму концепцию подобных машин. Причина катастрофы — «раскачка» машины, возникшая в «зоне наибольших ошибок» — при взлёте. Запаздывание реакции машины на управляющие воздействия лётчика привело к выходу за пределы допустимых перегрузок и разрушению конструкции.
Лютрову, назначенному командиром второго С-14, — «девятки» — необходимо продолжить испытания, позволив произвести доводку бортовых систем и, что более важно, убедив противников С-14 в безопасности самолётов, подобных ему.
Параллельно основному сюжету описываются также будни испытательной базы, другие полёты Лютрова и его товарищей, а также история его взаимоотношений с девушкой по имени Валерия Стародубцева, с которой они познакомились после вынужденной посадки самолёта Лютрова в вымышленном городе Перекаты. Особое место в сюжете занимают воспоминания Лютрова о погибших в катастрофе товарищах, а также о его собственной жизни.
Через весь роман проходит тема сопоставления возможностей самолёта и человека за штурвалом, а также напоминание о бездушности техники и, если можно так выразиться, её безразличии к человеческим проблемам и слабостям (это отражено в названии).

## Герои романа
- Алексей Сергеевич Лютров — главный герой, лётчик-испытатель. Довольно высокий и крупный человек, чем выделяется среди других лётчиков. Увлекается охотой, как и Сергей Санин. Немолод для лётчика (его возраст во время описываемых событий — 38 лет), что сам признаёт. Летает с 1944 года, первый самолёт — Ла-5. Специализируется на тяжёлых машинах. Работает в КБ Соколова с момента окончания школы лётчиков-испытателей. До этого служил инструктором в училище, которое закончил. Попал в школу испытателей в результате того, что нашёл выход из сложной ситуации, созданной курсантом (Перевёрнутый штопор).
- Донат Кузьмич Гай-Самари — старший лётчик КБ. Несмотря на его необычную фамилию, о его национальности мало что известно («Кем вы себя считаете?» — «Зулусом»). Единственное, что можно сказать — Гай-Самари, как и Костя Карауш, вырос в Одессе. О нём говорится, что он не только хороший пилот, но и инженер, обладает «чутьем», которое в сочетании с опытом и знаниями позволяет разобраться в самых сложных проблемах любого самолёта. Любит летать на истребителях, что неоднократно подчёркивается в романе и даже является предметом редких шуток Лютрова.
- Игорь Николаевич Боровский — один из старейших лётчиков КБ. Обладает огромным опытом и очень хорошей подготовкой, однако по непонятному стечению обстоятельств не получил большой известности. Автор утверждает, что за ним никто не помнит серьёзных летных ошибок. По словам Гая-Самари, Боровский сделал едва ли не втрое больше своих сверстников, однако «громкой» работы ему не перепало. Такой «громкой» работой было испытание С-441, однако его командиром был назначен Чернорай, а не Боровский. Характер неуживчивый, мало кто из лётчиков его любит, но уважают все. За глаза именуется «корифеем».
- Борис Михайлович Долотов — ведущий лётчик-испытатель КБ, ученик Боровского, бывший лётчик-истребитель. В сочетании с отличной подготовкой и неумением прощать ошибок (даже себе) склонен к рискованным поступкам (в частности, он первый превысил на «семёрке» скорость звука, не имея на то надлежащего разрешения). Впрочем, его риск почти всегда тщательно просчитан, что в сочетании с удачливостью позволяет ему с честью выходить из сложных ситуаций. Сирота, воспитанный приёмной матерью. По характеру нелюдим, необщителен. Является главным героем в продолжении романа — «Зона испытаний».
- Вячеслав Ильич Чернорай — бывший военный лётчик (по специальности — бомбардировщик-«стратег», что определяет профиль его работы в КБ — Чернорай почти не летает на истребителях). Попал в КБ, в отличие от Лютрова, после службы в полку, где отличился высоким лётным мастерством. В одном из полётов Чернорай вывел тяжёлый самолёт из штопора (предварительно приказав экипажу покинуть машину); в другой раз смог совершить аварийную посадку, практически не повредив самолёт. По характеру Чернорай — типичный военный (в частности, не склонен задавать вопросов начальству), что оценивается другими лётчиками скорее как благо. Во время описываемых событий «ведёт» свою первую опытную машину — лайнер С-441 (его прототип, скорее всего — Ту-104, что подтверждается фразой, что он создан на основе стратегического бомбардировщика «Ту-104 создавался на базе Ту-16, и, хотя у лайнера взлётно-посадочные характеристики лучше…»(Выдержка из книги «Нежность к ревущему зверю-2. Зона испытаний». Названия сразу заменены на предположительные); да и никаких указаний на сверхзвуковую скорость лайнера нет. Возможно, прототипа вообще не существовало и С-441 придуман Бахваловым).
- Козлевич — штурман, летающий с Лютровым на «девятке». Его имя в романе не упоминается. Отец большого семейства (6 детей), имеет многочисленных родственников. По словам автора, отсутствие Козлевича на аэродроме означает, что у кого-то из них возникли проблемы со здоровьем. Козлевич, можно сказать, является идеалом семейного человека. Дружен с Костей Караушем, поскольку способен смеяться над его остротами даже тогда, когда они касаются его самого. Очень добр, всегда готов помогать ближнему (это особенно заметно в одном из эпизодов романа, где Извольский возвращается из госпиталя после аварии).
- Константин Карауш — бортрадист, «рубаха-парень», известный своими шутками, иногда достаточно колкими. Костя родом из Одессы, что, как видно в романе, накладывает отпечаток на его характер. История Карауша подробно описана в продолжении романа.
- Виктор Извольский — молодой лётчик, ученик Долотова. Происходит из профессорской семьи, в прошлом — инженер, пришедший в авиацию из аэроклуба, простой и открытый человек. В романе несколько раз подчёркивается, что его лётное мастерство несколько ниже, чем у Боровского или Долотова, однако также достаточно высоко. Извольский назначен вторым пилотом в экипаж Лютрова на «девятку», после чего начинает играть важную роль в повествовании. До работы с Лютровым занимался испытаниями истребителей на штопор. Известен, впрочем, не этим, а множеством лётных происшествий, происходивших с ним по разным причинам. Одно из них чуть не закончилось для Виктора фатально. Истребитель Извольского не выходил из штопора из-за «скрытого дефекта в цепи управления», а сам Виктор перепутал положение стрелок на высотомере — находясь на шестистах метрах (высота, где срочно надо катапультироваться), он думал, что находится на шести тысячах (в таких условиях можно спасти машину, что Извольский и пытался сделать).
- Сергей Санин — штурман. Участвовал в Великой Отечественной войне, разработал систему поиска, по которой был найден и уничтожен секретный немецкий аэродром. Дважды был сбит, судя по всему, неоднократно ранен («со следами тяжёлых ожогов на лице»). Друг Лютрова, летавший с ним до начала испытаний С-14. Погиб при катастрофе «семёрки». В сюжете непосредственно не участвует, поскольку роман начинается уже после этой трагедии, однако фигурирует в воспоминаниях Лютрова. По словам последнего, с гибелью Санина закончилась молодость Алексея, также, как с окончанием летного училища — юность. Известная песня Юрия Визбора «Серёга Санин» была написана в 1965 году, виниловая пластинка вышла между 1975 и 1979. Впрочем, надо отметить, что образ Санина в фильме и, соответственно, в песне кардинально отличается от книжного. Надо сказать, что, по логике романа, песню следовало бы посвятить Лютрову; видимо, причиной такого положения вещей стало исключение Лютрова из фильма.
- Николай Сергеевич Соколов — глава ОКБ, талантливый (возможно, даже гениальный) инженер. Конструктор С-14 и великого множества других машин. Некоторые признаки (прозвище «Старик», сочетание незаурядного инженерного таланта с организаторскими способностями, участие в создании первых советских самолётов) позволяют считать его прототипом Андрея Николаевича Туполева, что, однако, неоднократно отрицается в романе (например, Лютров в одном из диалогов говорит своему бывшему курсанту, что работает не у Туполева, а у Соколова). Автором отмечается, что, судя по всему, в силу возраста конструктора, С-14 — один из последних его самолётов.

## Цитаты из романа
- «На мгновение ему показалось, что голова курсанта шевельнулась. Собрался прыгать, дружок? Поздно, милый, посмотри вниз — и ты увидишь, как дрожат листочки».

[Во время перевёрнутого штопора]
- «— Что это за история с пешеходом, Гай? Ты сбил кого-то?

— Да, Костик, — улыбнулся Гай. — Это оказалась моя жена.
Больше Костя ни о чем не спрашивал, он ничего не понимал: у Гая никогда не было жены».
[Гай-Самари познакомился со своей женой, случайно сбив её на машине]
- «Зная пристрастие Гая к истребителям, Лютров пошутил:

— Разве это ероплан? Крыла чуть-чуть, горючего два ведра, а хвоста и совсем нет.
— Так зато научная вещь, начисто лишена чувства юмора».
[Об испытаниях истребителя-бесхвостки]
- «— Струя движков ломает деревья, — сказал Карауш, сидевший спиной по полёту. — Только бы лесник не догнал…»

[Во время отработки посадки с одним двигателем]
- «В тебе всегда было два человека. Один умел летать, а другой не верил этому. До сих пор ты доказывал ему, что стоишь столько, сколько платят за самого лучшего. Но это непросто — все время доказывать самому себе, что ты не хуже лучших[…]Все, ты выпотрошился. Героя не заработал, а щекотать самолюбие мелочишкой — скучно… Вот ты и скис, работаешь теперь по инерции, как умеешь давно, потому что заряжаться тебе нечем, и верх в тебе все больше берет тот, другой. Поэтому я и не хочу летать с тобой… Чтобы ты ненароком вместо выпуска противоштопорного парашюта не включил его сброс…»

[Долотов одному из испытателей, Трефилову]
- «Учиться летать нужно, как играть на скрипке, чем раньше, тем лучше, чтобы вовремя понять, что это не твоё дело»

[Боровский Извольскому после одного из летных происшествий]

## Экранизация
По мотивам произведения в 1982 году Владимиром Попковым снят одноимённый трёхсерийный фильм. Сходство экранизации с романом весьма приблизительно. Например, из экранизации убран Лютров (главным героем является Долотов, объединивший в себе черты двух героев романа — непосредственно Долотова и Лютрова). Одинцов (Юрий Визбор), появляющийся как эпизодический герой лишь в продолжении романа, в фильме выведен на первую роль. Также было произведено «объединение» Гай-Самари и Боровского в одного персонажа (Донат Кузьмич Боровский). С непонятной целью изменены номера опытных С-14. Разбившаяся в результате «раскачки» машина называется «тройкой» (вместо «семёрки» в романе), а машина, на которой продолжались испытания — «семёркой» (вместо «девятки»). 
Фильм снимался в авиагарнизоне в ПГТ Озёрное под Житомиром, Украинская ССР.
В фильме приблизительно просматривается сюжет романа «Зона испытаний» А. Бахвалова — продолжения романа «Нежность к ревущему зверю», — где главным героем является Долотов.
В фильме Сергей Санин — первый пилот, командир воздушного судна. В романе же командиром был Георгий Димов (в фильме отсутствующий), а Санин был штурманом корабля.
Черты героя Всеволода Сафонова (по фильму — Разумихин) больше соответствуют персонажу романа Юзефовичу. Разумихин в романе — антипод Юзефовича.
Девушка Валерия (в фильме — невеста Санина) в романе была невестой Лютрова.
Роль С-14 на общих планах в экранизации сыграл Ту-134УБЛ (съёмка проводилась на аэродроме ТВВАУЛ), а роль С-44 — Ту-95. Однако при более внимательном чтении романа видно, что С-44 более близок к Ту-16; с другой стороны, Ту-16 не может подходить на роль С-44, так как на нём стоят два двигателя, а на С-44 ясно видно четыре двигателя и на эту роль скорее подходит Ту-95 или 3М КБ Мясищева.
При всем том, на крупных планах показаны фрагменты настоящего Ту-22 - в частности, кресло пилота, опускаемое вниз, расчехляемые двигатели, расположенные по бокам киля, шасси стоящего самолёта...
В фильме имеется некоторое количество «ляпов», однако в целом их меньше, чем обычно встречается в фильмах об авиации. Больше всего их можно найти в сцене, где Долотов и Извольский попадают в плоский штопор на С-14 (например, можно заметить, что «вращающаяся земля», наблюдаемая из кабины, есть не что иное, как картинка; движение штурвала не соответствует действиям лётчика во время штопора; непонятны слова Долотова «с выводом не торопимся, пусть установится» (так можно было говорить, находясь в кабине истребителя, а не машины «полётным весом более ста тонн») и т. д.). Кроме того, Сергей Санин носит усы, что невозможно, так как они несовместимы с кислородной маской.
В фильме Одинцов рассказывает Боровскому историю, как, будучи инструктором в летном училище, принимая экзамен по технике пилотирования у Санина, попал вместе с ним в штопор, и они едва не погибли. Здесь это происшествие показывает положительные черты Санина — выдержку и хладнокровие. В романе же подобная история случилась с Лютровым, когда он служил инструктором в училище, и данный случай описывается как пример тупости курсанта и его непригодности к летной работе.
В фильме звучат песни Юрия Визбора («Серёга Санин», «Памяти ушедших», «Ты у меня одна», «Работа») в авторском исполнении.